# Arraial
Arraial is een gemeente in de Braziliaanse deelstaat Piauí. De gemeente telt 5.165 inwoners (schatting 2009).